# Lapidi della Divina Commedia di Siena
Nella città di Siena sono presenti 8 lapidi di marmo, con citazioni tratte dalla Divina Commedia di Dante Alighieri, collocate sulle facciate di edifici storici realmente collegati alle parole del sommo poeta.
In occasione dei 600 anni dalla sua morte nel 1921, in seguito alla creazione del Comitato ufficiale senese per la commemorazione del sesto centenario della morte di Dante, vennero apposte le lapidi commemorative per volere dell’allora sindaco Angelo Rosini.

## Inferno
Caccia d’Ascian la vigna e la gran fonda,
e l’Abbagliato suo senno proferse.»
(Inferno XXIX, vv. 130-132)
Situata in Via Garibaldi, sulla facciata della "Casa della Consuma", Dante si riferisce alla Brigata Spendereccia, un gruppo di giovani scialacquatori provenienti dalle maggiori famiglie nobiliari senesi che si riunirono in questo palazzo intorno al 1270 con l’unico scopo di sperperare tutti i loro denari.
Secondo Benvenuto da Imola la brigata spese in due anni 216.000 fiorini, una somma che se attualizzata è possibile quantificare a circa 12-15 milioni di euro.
Fanno parte della brigata: Niccolò dei Salimbeni, Niccolò dei Bonsignori, Bartolomeo dei Folcacchieri, Caccianemico d'Asciano e Lano da Siena.
di Guido o d’Alessandro o di lor frate,
per Fonte Branda non darei la vista.»
(Inferno XXX, vv. 76-78)
Situata nel Vicolo del Tiratoio, sulla facciata destra di Fontebranda. La parafrasi della targa è: Ma se io vedessi qui l’anima malvagia di Guido, di Alessandro o di loro fratello (Aghinolfo), in cambio rinuncerei a bere dalla Fonte Branda. Dante si riferisce ai conti Guidi di Romena, Guido II e Alessandro, che indussero Mastro Adamo da Brescia a falsificare per loro il fiorino d’oro. Entrambi vennero condannati al rogo salvo poi essere perdonati.
Mastro Adamo, nella bolgia dei falsari, spera a tal punto di vedere i conti Guidi tra i falsificatori di moneta e di parola, da rinunciare in cambio a bere l’acqua di Fontebranda anche se assetato.
Guido Guidi II di Romena fu podestà di Siena nel 1283.

## Purgatorio
Siena mi fé, disfecemi Maremma»
(Purgatorio V, vv. 133-134)
Situata nel Vicolo della Torre, sulla facciata destra di Palazzo Tolomei. Il sommo poeta si riferisce a Pia de’ Tolomei, nobildonna senese del ‘200 sposata con Nello d’Inghiramo dei Pannocchieschi. Dante incontra Pia nell’Antipurgatorio tra gli spiriti negligenti morti di morte violenta che si pentirono soltanto in punto di morte.
Di lei si conosce ben poco, secondo la tradizione venne lasciata morire in Maremma nel Castel di Pietra dal marito, che desiderava nuove nozze per l’infedeltà, mai provata, di Pia.
La nobildonna supplica Dante di ricordarsi di lei una volta tornato nel mondo dei vivi, affinché le sue preghiere possano alleviare ed abbreviare le sue pene.
ed è qui perché fu presuntuoso
a recar Siena tutta alle sue mani.»
(Purgatorio XI, vv. 121-123)
Situata in Via del Moro. Si riferisce a Provenzan Salvani, capo della fazione ghibellina senese e condottiero durante la vittoriosa battaglia di Montaperti del 1260 contro la guelfa Firenze. Fu podestà di Montepulciano ed assunse così tanto potere da proclamarsi “dominus” di Siena, cioè signore di Siena.
ogni vergogna deposta, s’affisse»
(Purgatorio XI, vv. 134-135)
Situata in Piazza del Campo, all’altezza dell’imbocco con Casato di Sotto. Si riferisce anch’essa a Provenzan Salvani. Il maestro miniaturista Oderisi da Gubbio racconta a Dante che per liberare l’amico Bartolomeo Seracini, catturato durante la battaglia di Tagliacozzo del 1268 da Carlo d’Angiò, si umiliò pubblicamente in Piazza del Campo domandando aiuto per riuscire a pagare la taglia di 10.000 fiorini d’oro.
Nonostante Salvani si fosse pentito solo in fin di vita, l’umiliazione di dover elemosinare l’aiuto altrui per riscattare il suo amico gli permise di evitare l’attesa nell’Antipurgatorio, collocandosi tra i superbi.
fossi chiamata, e fui de li altrui danni
più lieta assai che di ventura mia»
(Purgatorio XIII, vv. 109-111)
Situata all’imbocco di Via Vallerozzi. La parafrasi della targa è: Non fui saggia, benché fossi chiamata Sapìa, e fui molto più lieta delle sventure altrui che della mia fortuna. Il personaggio in questione è Sapìa Salvani, nobildonna senese di parte guelfa, zia di Provenzan Salvani, fu talmente invidiosa dei suoi concittadini ghibellini da desiderare la sconfitta di Siena rallegrandosi per il massacro della battaglia di Colle di Val d'Elsa del 1269, in cui morì suo nipote.
Pier Pettinaio in sue sante orazioni,
a cui di me per caritate increbbe»
(Purgatorio XIII, vv. 127-129)
Situata nel Vicolo Beato Pier Pettinaio. Il vicolo prende il nome del sant’uomo senese, morto nel 1289 e divenuto poi beato nel 1802, che con le sue preghiere accorciò l’attesa di Sapìa Salvani nell’Antipurgatorio.
Per questo motivo, Dante incontra la nobildonna tra gli spiriti invidiosi nella seconda cornice del purgatorio, nonostante si fosse pentita solamente in fin di vita.
più di speranza che a trovar la Diana»
(Purgatorio XIII, vv. 152-153)
Situata in Via della Diana. Dante si riferisce malevolmente ai Senesi per bocca di Sapìa Salvani, accomunando le vane ricerche per trovare l’immaginario fiume sotterraneo Diana che tra il ‘200 ed il ‘400 impegnarono Siena, all’acquisto nel 1303 da parte della Repubblica di Siena del porto di Talamone, attaccato più volte dai pirati e colpito dalla malaria.